# Andreia Donadon Leal
Andreia Donadon Leal (Itabira, 17 de setembro de 1973), é uma professora, artista e escritora do Movimento de Arte Aldravista. É fundadora da Academia de Letras Artes e Ciências Brasil - Mariana, da Academia Brasileira do Autor Aldravianista - Infanto-juvenil e da Academia Brasileira dos Aldravianistas de Jovens e Adultos; também é membro efetivo da Academia Marianense de Letras, Ciências e Artes, onde ocupa a cadeira de número 9, cujo patrono é Alphonsus de Guimaraens Filho

## Formação
Graduou-se em Letras pela Universidade Federal de Ouro Preto (UFOP), possui mestrado em Literatura e Cultura pela Universidade Federal de Viçosa(UFV) e doutorado em Educação. Além disso, é especialista em Artes Visuais e Arteterapia

## Obras publicadas
É autora de mais de 30 livros de gêneros variados, como crônicas, poesia, contos, romances e ensaios, entre eles:
- Cenário Noturno (poesia)
- Flora: amor e demência e Outros Contos (contos)
- Brevidades (crônicas)
- Pés no Chão (crônicas)
- Essências: sonhos e flores e frutos (poesia)
- Megalumens (aldravia)
- Lacripoemas (poesia)
- Os quatro meninos (conto-infantojuvenil)
- As quatro meninas (conto-infantojuvenil)
- Os quatro meninos 2 (conto-infantojuvenil)
- Hasta la vista, Books! (romance-adolescente)
- Lagripoemas (poesia)
- Depois de minha morte (romance)
- Aldravismo: movimento mineiro do século XXI (ensaios)
- Casa de baixo, Casa de Cima (infantil)
- Impressões sobre a Pandemia (crônicas)
- Diário de uma artista no pensionato (romance)
- Salada de Saltimbancos – A arte circense em aldravias
- Arteterapia Aldravista (ensaio)

## Prêmios e Homenagens
Recebeu diversos prêmios literários, entre eles: Troféu Rio 2016 (Personalidade Cultural e Intelectual); Medalha Antônio Olinto; Prêmio Olavo Bilac (pela Aldravia); homenageada na V Bienal do Livro de Minas e na Câmara Mineira do Livro (personalidade do livro).
Recebeu também a Medalha da Inconfidência (níveis bronze e prata); a Medalha Dia de Minas (Governo do Estado de Minas Gerais); Comenda da Paz "Chico Xavier" (Governo do Estado de Minas Gerais); Medalha Teófilo Otoni (Governo do Estado de Minas Gerais); Medalha Israel Pinheiro (Instituto Histórico e Geográfico de Minas Gerais); Medalha Labor Científico (Instituto Geográfico de Lisboa), Medalha Universidade Federal de Ouro Preto. Recebeu da Ordem do Grão-Mestre Príncipe Dom Afonso de Portugal o Grau de Grão-Mestre pela SAR Infante Dom Miguel de Bragança (Portugal).